# Szécsi Mór
Szécsi Mór, Schwarz Mór (Szentandrás, 1851. szeptember 22. – Bad Gleichenberg, 1895. június 4.) honvédőrnagy.

## Élete
A főgimnáziumot és műegyetem mérnöki szakosztályát végezte. Mint honvéd 1872. április 8-án a VII. zászlóaljhoz besoroztatott. 1874. november 1-jén szab. állami hadapróddá neveztetett ki és ugyanezen évben elvégezte a Haymerle-féle magánképzőt. 1876. január 1-jén szab. áll. hadnagy lett, majd a katonai pályára óhajtván lépni, 1879. szeptember 1-jén tényleges szolgálatra vonult be és 1880-ban hadnaggyá kineveztetett. Ez évben változtatta Schwarz családi nevét Szécsire. 1880-81-ben a felsőbb tiszti tanfolyamot, 1881-83-ban pedig a hadiiskolát végezte, miközben 1883. május 1-jén főhadnaggyá lépett elő. A hadiiskola végeztével csapatszolgálatot tett, majd 1884. október 1-jén tanári minőségben a Ludovika-Akadémiába helyeztetett át, ahonnét 1886. október 1-jén a honvédelmi minisztérium 1. ügyosztályába osztatott be. Századossá 1887. november 1-jén lépett elő, őrnaggyá pedig 1894. május 1-jén neveztetett ki és a honvédelmi minisztérium IV. ügyosztályának vezetője volt.
Cikkei a Ludovika Akadémia Közlönyében (1887. Katonai reflexiók Budavár 1686. visszahódításához, rajzzal, A népfölkelés a birodalmi tanácsban képviselt királyságok és országokban és a magyar korona országaiban és könyvism., Krónikás szemelvények: két régi csata sat., 1888. A pozsonyi hídfő 1809-ben, rajzzal, A hadtörténelemről, A magyarok első hadjáratai Európában és különösen Francziaországban, 1889. katonai kérdések, Az új gyakorlati Szabályzat a m. kir. honvédgyalogság számára, 1890. A varsói 1830. katonaforradalom, A Szolgálati Szabályzat III. része, 1891. Marcher au canon. Irány az ágyúszó, A lovasított gyalog járőrök, 1892. Vitás kérdések a gyakorlótérről). A Pallas Nagy Lexikonában a hadtudományi és hadtörténelmi cikkeket írta.

## Munkái
- A szerb-bolgár háború 1885-ben, 4 térképvázlattal. Bpest, 1890.
- Az utolsó pápai hadsereg hadjárata 1860-ban. Uo. 1891. Két térképpel. (Melléklet a Lud. Akadémia Közlönyéhez).
- Katonai Szótár. Német-magyar rész és Magyar-német rész. Uo. 1892. Uo. 1895. (Többekkel együtt).
- Az osztrák-olasz háború 1866-ban. A m. tudom. Akadémia hadtudományi bizottságának megbízásából. Uo. 1893.